# علي حرب
علي حرب هو كاتب ومفكر وفيلسوف لبناني،  له العديد من المؤلفات، والمقالات، ويعرف عنه أسلوبه الكتابي الرشيق وحلاوة العبارة. كما أنه شديد التأثر بجاك دريدا وخاصة في مذهبة في التفكيك. وقد اعتمد كتابه «نقد النص» مقررًا دراسيًّا في جامعة باريس. وهو يقف موقفاً معادياً من النخبوية والأصولية الفكرية، ومن المنطق الصوري القائم على الكليات العقلية التي يعدّها علي حرب موجودات في الخارج، وليست أدوات وآليات فكرية مجردة للنظر والفكر. فهو يتبع منهج كانط في نقد العقل وآلياته وبنيته الفكرية.

## هوية
ولد علي حرب في بلدة البابلية (جنوب لبنان) في العام 1941. ومارس تدريس مادة الفلسفة في التعليم الرسمي اللبناني لحين تقاعده. يقدم حرب نفسه في كتابه «خطاب الهوية، سيرة فكرية» قائلاً: 
«أنا بدوي وجاهلي وقبليّ وعربي ومسلم ولبناني شيعي عاملي ويوناني وغربي وفرنسي بمعنى من المعاني، ومسيحي ويهودي ووثني وإثنينيّ وبوذيّ...».
ويقول في حوار معه:
«أنا عبرت عن مفهومي لهويتي على هذا النحو المفتوح على التنوع والاختلاف، إبان الحرب الأهلية التي لم تنته بعد؛ بسبب التعامل مع الهويات بمنطق الاصطفاء والنقاء والثبات. وهكذا، فإن التجارب المريرة والإخفاقات المتلاحقة والمعايشات اليومية، بمعاناتها ومكابداتها، حملتني على وضع هويتي، كلبناني وعربي ومسلم، على طاولة النقد والتشريح؛ للكشف عمّا يقف وراءها من الأوهام الخادعة والقوالب الجامدة أو الصور النمطية والتهويمات النرجسية. وكانت حصيلة ذلك أن تشكّلت عندي قناعة جديدة مضمونها أن الهوية هي نِسَبها وعلاقاتها مع الآخر، بقدر ما هي شبكة تأثيراتها المتبادلة وسيرورة تحوّلاتها المستمرّة. وهذا شأن الهوية الغنية والقوية أو المزدهرة. إنها قدرتها على التواصل والتفاعل مع الآخر، بقدر ما هي طاقتها على التجدّد في ضوء التحولات وعلى وقع الأزمات. فكيف ونحن في عصر التواصل والتداول والاعتماد المتبادل، حيث تشابك المصالح والمصاير».

### ثلاث محطات
يحدد حرب ثلاث محطات ثابتة لهويته، فيقول:
«هناك ثلاث ركائز: بلدي لبنان حيث أقيم وأعمل، ثمّ مهنتي ككاتب، ثمّ هويتي العربية لكوني أنطق وأكتب بالعربية. لا تعنيني كثيرًا الأصول الدينية أو الأطر الطائفية الضيقة، بل لا أعترف بها وأحاول التحرّر من تصنيفاتها الخانقة التي تحشر الفرد تحت خانة لتحيله إلى رقم في حشد لخدمة مشروع شمولي، أو إلى فرد في قطيع تسيره الغرائز العمياء والفالتة من كل معيار، كما نعاني في البلدان العربية ذات التركيب الطائفي المتعدّد».

## نشاطه الفكري والثقافي
يتمتع علي حرب بموقع ثقافي وفكري متقدم في العالم العربي، بسبب كتاباته الفكرية والفلسفية التي استهلها منذ العام 1985. واستقبلت كتبه بوصفها طريقة جديدة في التفكير، أو أسلوبًا جديدًا في الكتابة الفلسفية، أو رؤية مختلفة إلى الأشياء والعالم. فالفلاسفة - كما يقول حرب - "مشهورون بأنهم من عشاق الحقيقة وشهدائها. ثم أتى من يكتب عن "نقد الحقيقة"، فكان ذلك بمنزلة فتح أفق جديدة للتفكير والتنوير. وقد شكلت أعماله إمكانًا للتفكير فُتحت معه أبواب جديدة بالمقاربة والمعالجة أمام النقاد والكتّاب والدارسين، فاعتمدوها مراجع في تحصيلهم، أو نسجوا على منوالها في كتاباتهم الفلسفية، أو استخدموا تقنياتها المنهجية في الدرس والتحليل، أو اقتبسوا منها أو نقلوا عنها أفكارًا وصيغًا استخدموها في مؤلفاتهم ومقالاتهم، وأطاريحهم الجامعية.

## من مؤلفاته
لعلي حرب نحو 26 كتابًا في الفكر والفلسفة والتراث العربي، وقد أعيد طبع بعضها عدة مرات، إضافة إلى عشرات المقالات والدراسات، ومن مؤلفاته:
- مداخلات - مباحث نقدية حول أعمال محمد عابد الجابري - حسين مروه - هشام جعيط - عبد السلام بن عبد العالي - سعيد بن سعيد - دار الحداثة - 1985 [14][15]
- التأويل والحقيقة - 1985 [16][17]
- أصل العنف والدولة - ترجمة وتقديم - دار الحداثة- بيروت [18][19]
- الحب والفناء - 1990 [20][21][22]
- نقد الحقيقة - 1993 [23][24]
- نقد النص - 1993 و2005 [25][26]
- أسئلة الحقيقة ورهانات الفكر- دار الطليعة - 1994 [27][28]
- النص والحقيقة: الممنوع والممتنع: المركز الثقافي العربي، 1995، و2000 - و2011 [29][30][31]
- أوهام النخبة أو نقد المثقف، المركز الثقافي العربي، الدار البيضاء- بيروت، 1996، و2004.[32][33]
- خطاب الهوية، سيرة فكرية. الدار العربية للعلوم ناشورن - 1996 - و2008 [34][35]
- الفكر والحدث - 1997 [36][37]
- الماهية والعلاقة، نحو منطق تحويلي - [38]
- الاستلاب والارتداد الإسلام بين غارودي وأبو زيد - 1997 [39][40]
- حديث النهايات: فتوحات العولمة ومآزق الهوية - 2000 [41][42]
- الأختام الأصولية والشعائر التقدمية: المركز الثقافي العربي، 2001 [43][44]
- أصنام النظرية وأطياف الحرية: نقد بورديو وتشومسكي: المركز الثقافي العربي - 2001 [45]
- العالم ومأزقه منطق الصدام ولغة التداول - 2002 [46][47]
- الإنسان الأدنى: أمراض الدين وأعطال الحداثة: المؤسسة العربية للدراسات والنشر - 2005 [48][49]
- أزمنة الحداثة الفائقة: الإصلاح- الإرهاب - الشراكة: المركز الثقافي العربي - 2005 [50][51]
- تواطؤ الأضداد: الآلهة الجدد وخراب العالم: الدار العربية للعلوم - 2008 [52][53]
- هكذا أقرأ: ما بعد التفكيك - 2010 [54][55]
- المصالح والمصائر - صناعة الحياة المشتركة - 2010 [56]
- ثورات القوة الناعمة في العالم العربي - نحو تفكيك الديكتاتوريات والأصوليات - 2011 [57][58]
- لعبة المعنى: فصول في نقد الإنسان - 2012 [59]
- ملاك الله والأوطان (الهشاشة / المفارقة / الفضيحة) (في المأزق والمخرج) - 2014 [60]
- الإرهاب وصناعه المرشد، الطاغية، المثقف - 2015 [61][62]

## وصلات خارجية
- على حرب على موقع وزارة الثقافة السورية
- حوار مع قناة العربية
- مقالة نقدية حول علي حرب